# Останні хрестоносці (фільм, 1934)
«Останні хрестоносці» (груз. «უკანასკნელი ჯვაროსნები») — грузинський радянський чорно-білий художній фільм 1934 року кінорежисера Сіко Долідзе.

## Сюжет
Тема фільму — боротьба нового строю з племінною ворожнечею і суворими законами гір — найпереконливіше вирішувалася в окремих штрихах характеру головного героя — хевсура Торгвая, колишнього батрака, пробудженого до життя Радянською владою. Грав цю роль молодий актор театру Марджанішвілі Серго Закаріадзе, який дебютує нею в кіно.
Все було достовірно й правдиво в характері молодого хевсура, який все своє життя покірливо підкорявся законам племені, відгородженого від світу величезним кам'яним бар'єром. Але є в цьому фільмі епізод, в якому Закаріадзе виводив цей образ до широких екранних узагальнень. Колишній батрак Торгвай, який все життя заробляв лише на шматок хліба, зробив першу в житті покупку в сільському кооперативі. Переляканий своєю сміливістю, гордий і щасливий, він знімає з кооперативної полиці музичну скриньку, дбайливо обійнявши її величезними, натрудженими руками, заслуховується тонкою, як мереживо, мелодією. Цією покупкою, яка невимовно здивувала всіх його односельців, Торгвай утверджував право людини, забитої і пригноблюваної, на незвичайне — на мрію і щастя, які лише починали пробиватися крізь важкі заслони законів гір. Любов до хевсурськой дівчини Цициї, бажання жити у мирі з сусідніми племенами штовхає Торгвая на відчайдушні по сміливості вчинки — все це органічно впліталося у характер незвичайного для кінематографа тих років романтичного героя.

## Актори
- Серго Закаріадзе — Торгвай
- Ш. Нозадзе — Mgelia
- Нато Вачнадзе — Циция
- Михайло Абесадзе — Datvia
- С. Канделакі — Імеда
- Акакій Кванталіані — Гела
- Ш. Хоперія — Муса
- Н. Анджапарідзе — Vajia
- О. Кеджерадзе — мати Торгвая
- Васо Арабідзе — Mchedela
- Ч. Чхеідзе — Khevsurian woman